# G PROJECT
G PROJECTは、2012年に販売開始された日本のアダルトグッズブランドである。
2次元のイラストをパッケージに使用し、高品質かつスタイリッシュな商品を発売している。
所在地は東京都渋谷区恵比寿にある。